# Trần Xuân Bách (khoa học gia)
GS. TSKH. Trần Xuân Bách (sinh ngày 5 tháng 10 năm 1984 tại  Hà Nội, quê quán: huyện Thường Tín, thành phố Hà Nội, là Giáo sư - Tiến sĩ khoa học, giảng viên Trường Đại học Y Dược, Đại học Quốc gia Hà Nội, đồng thời là một chuyên gia nghiên cứu về Y học dự phòng và Y tế công cộng.

## Sự nghiệp
GS.TSKH. Trần Xuân Bách là nhà khoa học được phong hàm Phó Giáo sư và Giáo sư trẻ nhất Việt Nam ở tuổi 32 và 39. Năm 35 tuổi anh được bổ nhiệm làm Giáo sư kiêm nhiệm (Adjunct Professor) của Đại học Johns Hopkins (Mỹ), trường đại học hàng đầu và cũng là đại học nghiên cứu đầu tiên trên thế giới. Năm 2022 và 2023, anh được Clarivate ghi nhận là 1 trong gần 7,000 nhà khoa học có ảnh hưởng nhất thế giới về trích dẫn. Anh tốt nghiệp xuất sắc chương trình Tiến sỹ tại Đại học Alberta, Canada năm 2011, và hoàn thành chương trình Sau Tiến sỹ tại Đại học Johns Hopkins, Mỹ, và chương trình Tiến sỹ khoa học (Habilitation, HDR) tại Đại học Aix-Marseille, Cộng hòa Pháp.
Năm 2023, GS.TSKH Trần Xuân Bách được trao giải thưởng Nghiên cứu xuất sắc bởi ISPOR - Hiệp hội nghiên cứu lớn nhất thế giới về Hiệu quả và Kinh tế Y tế. Cũng trong năm này, anh được Research.com ghi nhận là một nhà nghiên cứu đứng thứ 2 trong số các ngôi sao đang lên trên toàn thế giới. Năm 2024, tại Đại học Quebec ở Montreal, Canada, GS.TSKH. Trần Xuân Bách được Mạng lưới quốc tế về Can thiệp Hành vi trao giải thưởng Nghiên cứu Xuất sắc cho các thành tựu khoa học trong lĩnh vực nghiên cứu can thiệp và y học hành vi. Năm 2022, GS.TSKH Trần Xuân Bách được trao Giải thưởng nghiên cứu của Tổ chức Hợp tác Kinh tế Châu Á - Thái Bình Dương (APEC) cùng   với Giáo sư Jaime Galvez Tan - Nguyên Bộ trưởng Bộ Y tế Philippines, Nguyên Phó Hiệu trưởng của Đại học Philippines Manila, Nguyên Giám đốc Viện Nghiên cứu Sức khỏe Philippines, Chủ tịch Quỹ Health Futures, và Giáo sư Zheng Ruimin, Giám đốc Khoa Chăm sóc sức khỏe phụ nữ của Trung tâm Sức khỏe Phụ nữ và Trẻ em Quốc gia Trung Quốc trong khuôn khổ Diễn đàn Phụ nữ và Kinh tế APEC (WEF) và Đối thoại Chính sách Cấp cao về Phụ nữ và Kinh tế (HLPDWE) APEC diễn ra ngày 7/9/2022, tại Thái Lan 
Hiện GS.TSKH Trần Xuân Bách tham gia giảng dạy, hướng dẫn nghiên cứu sinh và học viên của nhiều trường đại học trong và ngoài nước, là chuyên gia tư vấn cho các tổ chức quốc tế và mạng lưới nghiên cứu về các vấn đề như Kinh tế Y tế, Chính sách Y tế, Hệ thống Y tế, Kiểm soát bệnh dịch và sức khỏe toàn cầu, Công nghệ Y tế và Y tế số.
Anh cũng được bầu là Ủy viên Ban chấp hành TW Đoàn TNCS Hồ Chí Minh (2017-2022), Phó Chủ tịch Hội Liên hiệp Thanh niên Việt Nam (2019-2024) và là Phó chủ tịch Hội Thầy thuốc trẻ Việt Nam (2017-2020 và 2020-2025). Trong đó, anh tích cực thúc đẩy nghiên cứu Y học và thực hành lâm sàng dựa trên bằng chứng trong hệ thống chăm sóc sức khỏe của Việt Nam. Trong công tác thanh niên, anh đã dành nhiều nỗ lực góp phần xây dựng Màng lưới Trí thức trẻ Việt Nam toàn cầu - một sáng kiến của TW Đoàn TNCS Hồ Chí Minh - nhằm kết nối, bồi dưỡng và quy tụ nhiều trí thức trẻ người Việt đang sống và làm việc ở nhiều nước trên thế giới, tham gia chuyển giao tri thức, kinh nghiệm, góp phần giải quyết các vấn đề cấp thiết của Việt Nam về Khoa học, Công nghệ, Giáo dục và Y tế Lưu trữ ngày 1 tháng 8 năm 2021 tại Wayback Machine. Thông qua mạng lưới, hàng chục nhóm nghiên cứu đã được thành lập, hàng trăm đề xuất, sáng kiến đã được mạng lưới làm cầu nối đưa tới các nhà lãnh đạo quốc gia.

## Học vấn
Từ khi còn là học sinh chuyên Toán - Tin Trường THPT Chuyên KHTN, ĐHQG Hà Nội (khóa 1999-2002), Trần Xuân Bách đã lựa chọn và say mê với lĩnh vực Y tế công cộng. Tốt nghiệp Thủ khoa Trường Đại học Y tế công cộng năm 2006, anh trở thành giảng viên của Viện Đào tạo Y học dự phòng và Y tế công cộng, Trường Đại học Y Hà Nội (từ 2006 đến nay).
Sau đó, Trần Xuân Bách hoàn thành chương trình Tiến sĩ tại Đại học Alberta, Canada sau 2 năm học với tất cả các điểm tuyệt đối và bảo vệ xuất sắc luận án với chủ đề: "Chi phí - hiệu quả của kết hợp điều trị kháng virus và điều trị duy trì methadone cho các bệnh nhân HIV/AIDS nghiện chất dạng thuốc phiện". Trở về Việt Nam sớm hơn thời hạn và nuôi ước mơ truyền cảm hứng, anh đã dẫn dắt và chắp cánh tình yêu nghiên cứu Y học cho các sinh viên, nghiên cứu viên trẻ trong nước.
Anh tập trung nghiên cứu các vấn đề Kinh tế Y tế và Chính sách Y tế. Anh cho biết, lý do chọn hướng đề tài này bởi nhận thấy vai trò của Kinh tế Y tế ngày càng cần thiết trong quá trình vận hành hệ thống y tế, nhất là trong bối cảnh Việt Nam đang trải qua nhiều sự chuyển đổi cùng một lúc về kinh tế - xã hội, mô hình bệnh tật với các thách thức mới về sức khỏe toàn cầu, cơ chế tài chính và viện trợ quốc tế. Anh hoàn thành luận án Tiến sỹ khoa học (Habilitation, HDR) tại Đại học Aix-Marseille, Cộng hòa Pháp, với cụm nghiên cứu về Nâng cao năng lực hệ thống Y tế trong thời kỳ hậu đại dịch COVID-19.
Năm 2013, tại Hội nghị quốc tế của Hiệp hội AIDS quốc tế (IAS) tại Malaysia, Trần Xuân Bách là một trong 4 tiến sĩ được Françoise Barré-Sinoussi trao học bổng nghiên cứu của IAS để tiếp tục sự nghiệp nghiên cứu của mình tại Đại học Johns Hopkins, nơi anh hoàn thành chương trình Sau Tiến sĩ và gắn bó làm việc đến bây giờ. Vừa giảng dạy ở Việt Nam, vừa tham gia kiêm nhiệm tại Mỹ, Trần Xuân Bách, cũng là người được bổ nhiệm bậc Giáo sư kiêm nhiệm (Adjunct Professor) trẻ nhất trong lĩnh vực Y tế công cộng của Đại học Johns Hopkins. Trên website của Đại học Johns Hopkins đã công bố thông tin này và giới thiệu GS.TSKH Trần Xuân Bách là người có nhiều kinh nghiệm về các vấn đề phát triển và y tế toàn cầu. Với vai trò là Phó Trưởng Bộ môn Kinh tế y tế, Viện Đào tạo Y tế dự phòng (ĐH Y Hà Nội), các nghiên cứu của Trần Xuân Bách tập trung vào tính chi phí và hiệu quả của can thiệp y tế, các ứng dụng của trí tuệ nhân tạo trong y học, y học hành vi và sức khỏe tâm thần, phòng chống HIV/AIDS.
Năm 2014, Trần Xuân Bách được chọn là Lãnh đạo trẻ về Y tế khu vực Châu Á của Hội đồng các Viện hàn lâm quốc tế (IAP). Năm 2015, anh tham gia giảng dạy Chương trình Lãnh đạo trẻ về Y tế thế giới của Viện Hàn lâm Y học New York và Hội đồng các Viện hàn lâm quốc tế (IAP); Chủ trì phiên họp về Lãnh đạo Y tế công cộng tương lai tại Hội nghị thượng đỉnh Y tế thế giới tại Berlin, Đức. Anh cũng đại diện các lãnh đạo trẻ về Y tế thế giới của IAP tham dự Đại Hội đồng Y tế thế giới của Liên Hợp Quốc tại Geneva, Thụy Sỹ.

## Giải thưởng
Viện thông tin khoa học (ISI) đơn vị nghiên cứu lớn nhất thế giới về chỉ mục khoa học của Tập đoàn Clarivate Analytics (Hoa Kỳ) cũng ghi nhận GS.TSKH. Trần Xuân Bách là nhà khoa học duy nhất từ Việt Nam trong số các nhà khoa học có ảnh hưởng nhiều nhất trên toàn thế giới năm 2022 được thể hiện thông qua các công bố khoa học được xếp hạng trong 1% trích dẫn hàng đầu theo từng lĩnh vực.
Đồng thời, GS.TSKH Trần Xuân Bách cũng được Research.com (Microsoft) ghi nhận là nhà khoa học xếp thứ 1 trong lịch vực Y học của Việt Nam thông qua chỉ số D-index (chỉ số tác động h-index theo từng lĩnh vực) cùng với 10 nhà khoa học lĩnh vực khác từ Việt Nam và được ghi nhận với giải thưởng Research.com Rising Star of Science Award cho các năm 2022, 2023 
Năm 2023, GS.TSKH Trần Xuân Bách được trao giải thưởng Nghiên cứu xuất sắc bởi ISPOR - Hiệp hội nghiên cứu lớn nhất thế giới về Hiệu quả và Kinh tế Y tế. Cũng trong năm này, anh được Research.com ghi nhận là một nhà nghiên cứu đứng thứ 2 trong số các ngôi sao đang lên trên toàn thế giới. Năm 2024, tại Đại học Quebec ở Montreal, Canada, GS.TSKH. Trần Xuân Bách được Mạng lưới quốc tế về Can thiệp Hành vi trao giải thưởng Nghiên cứu Xuất sắc cho các thành tựu khoa học trong lĩnh vực nghiên cứu can thiệp và y học hành vi. Năm 2022, GS.TSKH Trần Xuân Bách được trao Giải thưởng nghiên cứu của Tổ chức Hợp tác Kinh tế Châu Á - Thái Bình Dương (APEC) cùng   với Giáo sư Jaime Galvez Tan - Nguyên Bộ trưởng Bộ Y tế Philippines, Nguyên Phó Hiệu trưởng của Đại học Philippines Manila, Nguyên Giám đốc Viện Nghiên cứu Sức khỏe Philippines, Chủ tịch Quỹ Health Futures, và Giáo sư Zheng Ruimin, Giám đốc Khoa Chăm sóc sức khỏe phụ nữ của Trung tâm Sức khỏe Phụ nữ và Trẻ em Quốc gia Trung Quốc trong khuôn khổ Diễn đàn Phụ nữ và Kinh tế APEC (WEF) và Đối thoại Chính sách Cấp cao về Phụ nữ và Kinh tế (HLPDWE) APEC diễn ra ngày 7/9/2022, tại Thái Lan 
Năm 2017: Trần Xuân Bách được trao Giải thưởng Khởi đầu sự nghiệp, tiêu biểu cho các Tiến sỹ Y tế công cộng trong suốt 10 năm đào tạo tại Đại học Alberta, Canada.  Trước đó, Anh được trao giải thưởng INSIGHT dành cho Nghiên cứu Tiến sĩ xuất sắc nhất tại Hội nghị Khoa học Y tế công cộng – Đại học Alberta, Canada năm 2010 và Giải thưởng Alberta Innovates - Health Solutions, Canada năm 2012 với học bổng để thực hiện các nghiên cứu y tế.
Trần Xuân Bách cũng đã được ghi nhận và vinh danh qua các Giải thưởng và Danh hiệu như: Gương mặt trẻ Việt Nam tiêu biểu (2016), Công dân Thủ đô Ưu tú (2017), Thầy thuốc trẻ Việt Nam tiêu biểu (2017). Thành tích này là xứng đáng cho những nỗ lực không biết mệt mỏi của chàng trai trẻ trong nhiều năm.

## Đánh giá
Phần lớn công việc của anh tập trung vào việc xác định các can thiệp hiệu quả về chi phí, đánh giá các công nghệ y tế và củng cố các hệ thống y tế, đặc biệt liên quan đến HIV/AIDS và nghiện chất, sức khỏe tâm thần và Y học hành vi, và các bệnh mới nổi trong khu vực.
Các công trình khoa học của GS.TSKH. Trần Xuân Bách được đăng tải ở các tạp chí quốc tế uy tín, trong đó, anh đóng vai trò là tác giả chính, tác giả liên hệ hoặc chủ nhiệm đề tài/ dự án phần lớn các nghiên cứu của mình. Các công trình tiêu biểu trên các tạp chí lớn như các tạp chí Biên niên của Tổ chức Y tế thế giới, The Lancet, AIDS and Behavior, JMIR, Quality of life Research, Brain Behavior and Immunity, Journal of Global Health, và Safety Science. Anh cũng hướng dẫn rất nhiều học viên, sinh viên dấn thân vào hoạt động nghiên cứu khoa học từ rất trẻ, và sớm tiếp cận với các chuẩn mực quốc tế thể hiện ở các công bố quốc tế do chính các học trò của ông thực hiện.
Trong ngành Y tế, anh được ghi nhận với những nỗ lực hỗ trợ xây dựng các đơn vị nghiên cứu lâm sàng và sức khỏe cộng đồng, hình thành các nhóm nghiên cứu mạnh và các cơ chế liên kết phối hợp quy mô lớn với chất lượng cao, thúc đẩy thực hành Y học thực chứng ở nhiều bệnh viện, viện nghiên cứu và Trường Đại học trong và ngoài nước. 